# Kamp Papenvoort
Kamp Papenvoort, ofwel Internaat Papenvoort, was een centrum voor jeugdhulpverlening in de buurtschap Papenvoort in de Nederlandse provincie Drenthe. De instelling was ontstaan uit een in 1939 gesticht kamp voor dienstweigeraars; zij werden ingezet voor bosaanplant.